# Beverly Hanson
Beverly Hanson, née le 5 décembre 1924 à Fargo (Dakota du Nord) (États-Unis) et morte le 12 avril 2014 à Twin Falls (États-Unis), est une golfeuse professionnelle américaine.
Elle y est l'une des meilleures golfeuses du circuit dans les années 1950 et 1960 remportant trois tournois majeurs - le Championnat de la LPGA en 1955, le Western Open en 1956 et le Championnat Titleholders en 1958. Elle compte au total dix-neuf victoires professionnelles dont dix-sept sur le circuit LPGA. Elle remporte le classement des gains de la saison 1958 de la LPGA.
Elle intègre le World Golf Hall of Fame en 2023.

## Palmarès

### Victoires professionnelles
| N° | Date       | Circuit principal | Tournoi                  | Score           | Par  | Marge      | Finaliste    |
| -- | ---------- | ----------------- | ------------------------ | --------------- | ---- | ---------- | ------------ |
|    | 17/07/1955 | LPGA              | Championnat de la LPGA   | 70-75-75=220    | - 5  | Match play | Louise Suggs |
|    | 01/07/1956 | LPGA              | Western Open             | 75-81-72-76=304 | E    | 4 coups    | Louise Suggs |
|    | 16/03/1958 | LPGA              | Championnat Titleholders | 72-80-73-74=299 | + 11 | 5 coups    | Betty Dodd   |